# Österreichisches Biographisches Lexikon 1815-1950
Österreichisches Biographisches Lexikon 1815-1950 (Dizionario biografico austriaco 1815-1950, sigla ÖBL) è un dizionario biografico in lingua tedesca, pubblicato a cura dell'Accademia Austriaca delle Scienze.
L'opera descrive le biografie delle personalità che hanno contribuito significativamente alla storia dell'Austria e che siano decedute fra il 1815 e il 1950.

La stesura ebbe inizio nel 1945 e il primo volume fu dato alle stampe nel 1957. Al 2009, la serie monografica non era stata ancora completata.

## Storia
il dizionario biografico fu concepito come la continuazione del Biographisches Lexikon des Kaiserthums Österreich (Dizionario biografico dell'Impero austriaco, BLKÖ), redatto da Constantin von Wurzbach e pubblicato dal 1856 al 1891 in 60 volumi. Quest'ultimo testo aveva come oggetto le biografie delle personalità nate tra il 1750 e il 1850 nei territori dell'Impero austriaco. L'Österreichisches Biographisches Lexikon 1815-1950 assunse un perimetro di analisi differente: prese in esame i confini nazionali nel modo in cui variarono nel corso dei due secoli precedenti (Impero austriaco, Impero austro-ungarico e Repubblica d'Austria), limitandosi a descrivere le personalità illustri che fossero decedute successivamente al 1815.
Dal 1957 al 2009 furono pubblicati 12 volumi che includevano più di 17.000 biografie. Nel 2009 fu lanciata versione online a pagamento, che comprendeva l'aggiornamento dell'edizione a stampa relativamente alle personalità decedute dal 1950 al 2005.
I contenuti sono stati integrati all'interno del progetto del dizionario enciclopedico Deutsche Biographie.

## Volumi pubblicati
- Volume 1 (Aarau Friedrich-Gläser Franz), 1957 (II ristampa, 1993, ISBN 3-7001-1327-7).
- Volume 2 (Glaessner Arthur-Hübl Harald H.), 1959 (II ristampa, 1993, ISBN 3-7001-1328-5).
- Volume 3 (Hübl Heinrich-Knoller Richard), 1965 (II ristampa, 1993, ISBN 3-7001-1329-3).
- Volume 4 (Knolz Joseph J.-Lange Wilhelm), 1969 (II ristampa, 1993, ISBN 3-7001-2145-8).
- Volume 5 (Lange v. Burgenkron Emil-[Maier] Simon Martin), 1972 (II ristampa, 1993, ISBN 3-7001-2146-6).
- Volume 6 ([Maier] Stefan-Musger August), 1975. ISBN 3-7001-1332-3
- Volume 7 (Musić August-Petra-Petrescu Nicolae), 1978. ISBN 3-7001-2142-3
- Volume 8 (Petračić Franjo-Ražun Matej), 1983. ISBN 3-7001-0615-7
- Volume 9 (Rázus Martin-Savić Šarko), 1988. ISBN 3-7001-1483-4
- Volume 10 (Saviňek Slavko-Schobert Ernst), 1994 (II ristampa, 1999). ISBN 3-7001-2186-5
- Volume 11 (Schoblik Friedrich-[Schwarz] Ludwig Franz), 1999. ISBN 3-7001-2803-7
- Volume 12 ([Schwarz] Marie-Spannagel Rudolf), 2005. ISBN 3-7001-3580-7
- Volume 13 in corso di stampa, pubblicate le sezioni relative a:
  - 59. Spanner Anton Carl-Staudigl Oskar, 2007, ISBN 978-3-7001-3864-8
  - 60. Staudigl Oskar-Stich Ignaz, 2008, ISBN 978-3-7001-6116-5
  - 61. Stich Ignaz-Stratil František, 2009, ISBN 978-3-7001-6791-4